# Joseph Mendes da Costa
Joseph Mendes da Costa (Amsterdam, 1863 – 1939) è stato uno scultore olandese.

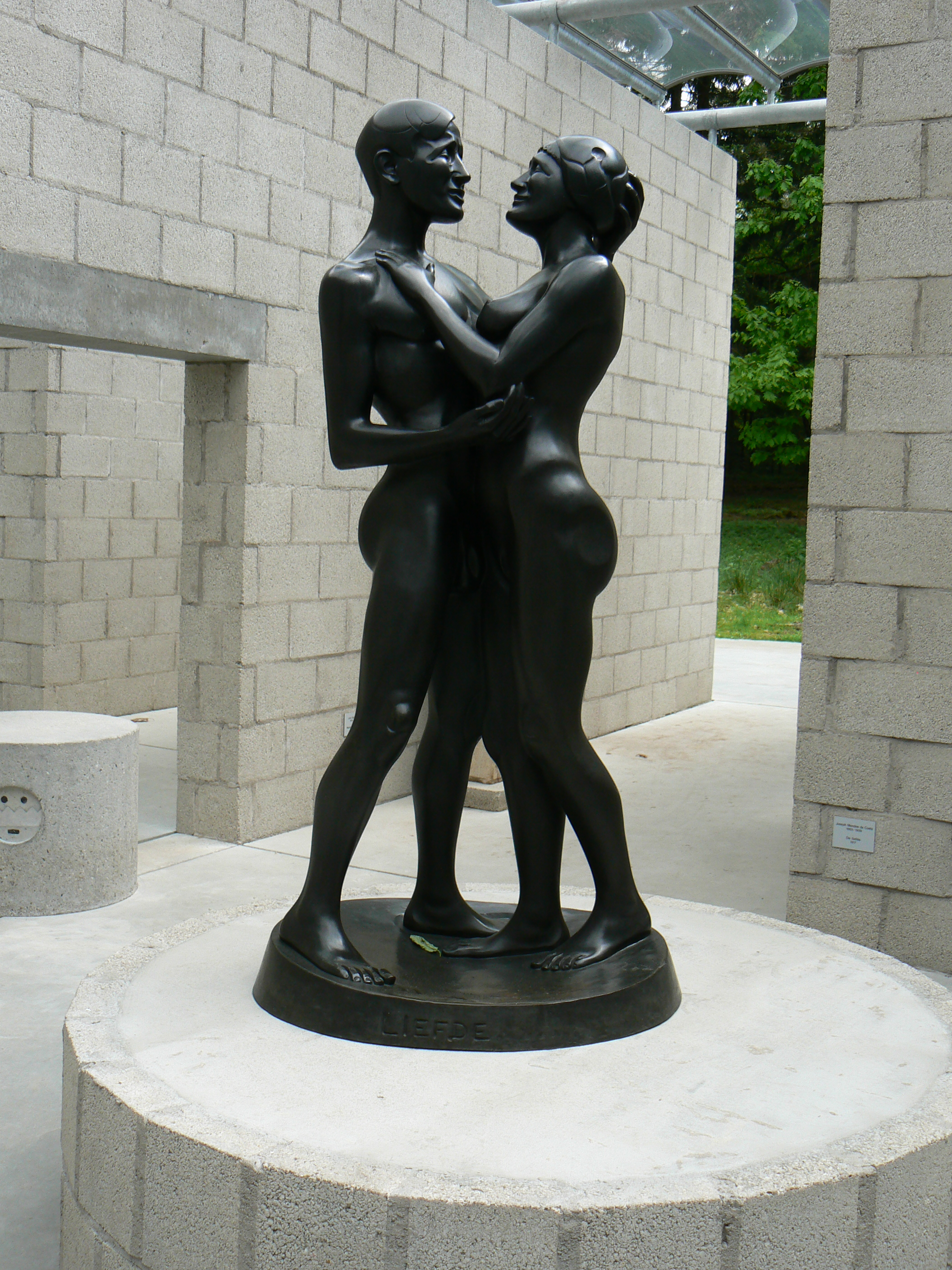
Liefde (Amare)
1917

Di lui si ricordano essenzialmente tre grandi opere: un autoritratto bronzeo, un ritratto bronzeo di Vincent van Gogh e un monumento a Christiaan de Wet.